# Hermann Ende
Pour les articles homonymes, voir Ende (homonymie).
Hermann Ende, né le 4 mars 1829 à Landsberg-sur-la-Warthe en province de Brandebourg et décédé le 10 août 1907 à Wannsee, est un architecte prussien qui est conseiller étranger au Japon pendant l'ère Meiji.

## Biographie

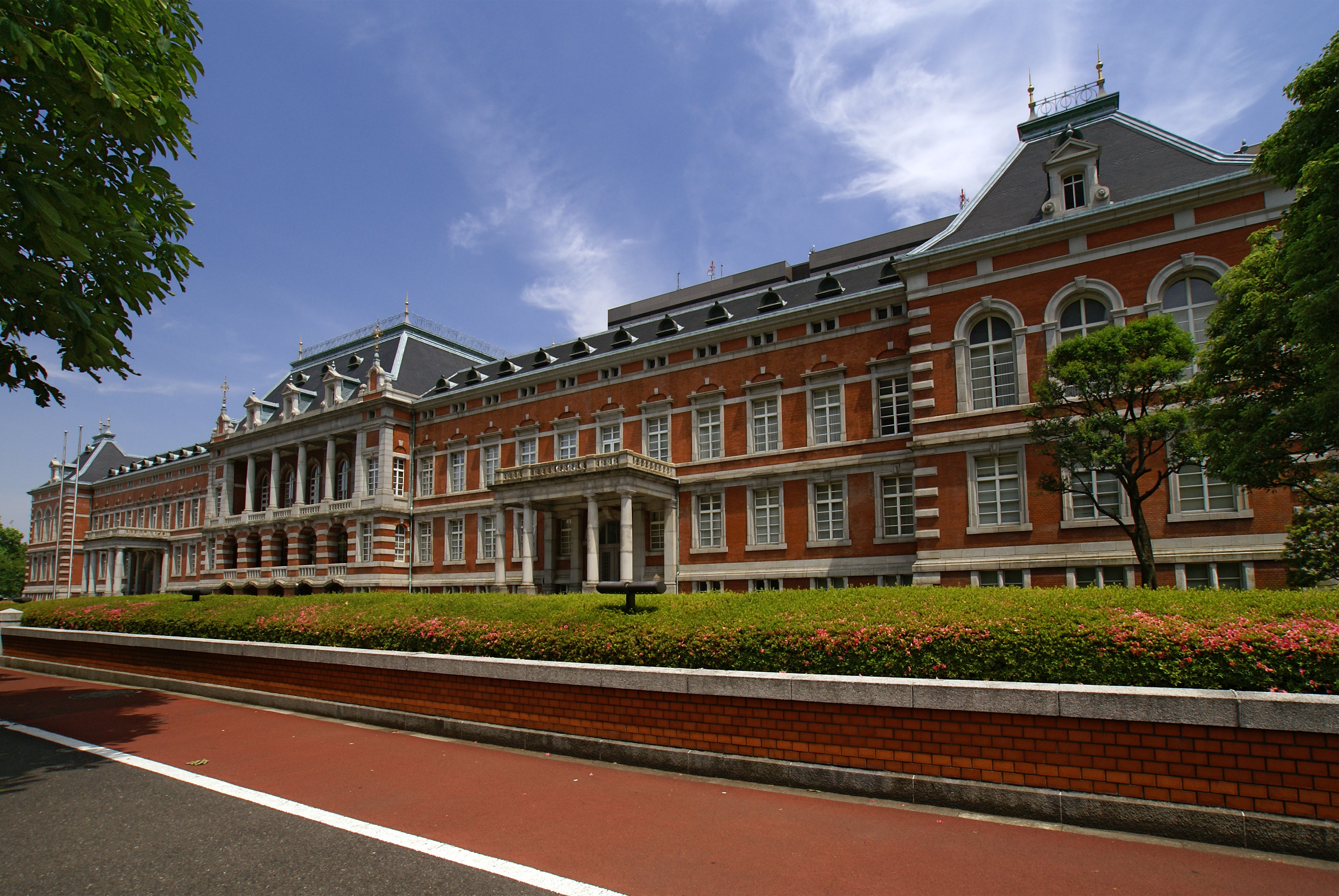
Ancien ministère japonais de la Justice à Tokyo.

Né en 1829, Ende déménage avec sa famille en 1836 à Berlin où, après la fin de ses études secondaires au lycée de Cölln en 1852, il étudie l'architecture à l'académie d'architecture de Berlin considérée comme l'une des pionnières de l'architecture moderne en raison de son utilisation de la brique rouge et de façades relativement simples. Ses études sont interrompues un an pour service militaire et il passe une autre année à voyager à l'étranger avec son ami Wilhelm Böckmann. Il fonde le cabinet d'architecture "Böckmann & Ende" en 1860 qui devient l'un des plus importants de Berlin.
En 1874, il devient membre de l'Akademie der Künste (Berlin) et en 1878, il devient professeur à l'académie d'architecture de Berlin où il a fait ses classes ainsi qu'à la Technische Hochschule Charlottenburg. De 1895 à 1904, il est le président de l'Akademie der Künste.
Ende exerce une influence considérable sur le développement de l'architecture à Berlin. La plupart des bâtiments qu'il dessine se trouvent dans les environs de cette ville comme les villas de Tiergarten et d'autres dans le quartier diplomatique. Il est aussi actif dans les quartiers résidentiels de Potsdam et dessine plusieurs bâtiments du zoo de Berlin. Quelques-uns de ces bâtiments ont survécu à la Seconde Guerre mondiale.
En 1886, Böckmann est invité à venir travailler au Japon par le gouvernement de Meiji pour élaborer un plan de remodélisation de Tokyo et en faire une capitale nationale moderne. Il passe deux mois sur le terrain et met sur pied un projet avec pour aperçu la reconstruction d'un nouveau siège pour la cour suprême du Japon. Son séjour est précédé de celui de son associé, Wilhelm Böckmann. Ende dessine quelques bâtiments du gouvernement comme celui du ministère de la Justice et celui de la Diète du Japon.
Ces projets sont cependant annulés par Kaoru Inoue pour raisons budgétaires ainsi qu'en conséquence d'un mouvement de plus en plus fort au Japon contre l'imitation intensive de l'architecture occidentale. Ende est renvoyé en Europe mais le gouvernement japonais garde ses plans d'un nouveau ministère de la Justice, qui est achevé en 1895 mais par une autre société.
De retour en Allemagne, Ende continue son travail d'architecte. Il meurt en 1907 à Wannsee à l'âge de 78 ans et est enterré dans le cimetière de Wannsee